# Lucky (sång av Lucky Twice)
Lucky är en låt av den svenska musikduon Lucky Twice. Låten släpptes som ledande singel för duons första och enda studioalbum Young & Clever den 6 juli 2006. En remix-EP släpptes den 26 september 2006.

## Låtlista
- Skandinavien och Spanien CD-singel

1. "Lucky" (Radio Edit) (3:26)
2. "Lucky" (Extended) (5:22)
3. "Lucky" (Hot Stuff Mix Short) (4:02)
4. "Lucky" (Hot Stuff Mix Long) (5:23)

- Amerikansk CD-singel

1. "Lucky" (Radio Edit) (3:26)
2. "Lucky" (Hot Stuff Mix Short) (4:04)
3. "Lucky" (Extended) (5:24)

- Tyskland, Österrike och Schweiz Digital-singel

1. "Lucky" (Radio Edit) (3:23)
2. "Lucky" (Extended) (5:20)
3. "Lucky" (Hot Stuff Mix Short) (4:00)
4. "Lucky" (Hot Stuff Mix Long) (5:20)
5. "Lucky" (Karaoke Version) (3:23)
6. "Lucky" (Europeanz Remix) (7:02)

- Franska CD-singel

1. "Lucky" (Radio Edit) (3:24)
2. "Lucky" (Hot Stuff Mix Short) (4:01)
3. "Lucky" (DJ Tora Remix) (4:31)
4. "Lucky" (Extended) (5:21)
5. "Lucky" (Hot Stuff Mix Long) (5:21)

- TikTok Edit

1. "Lucky" (TikTok Edit) (2:03)

- I'm So Lucky Lucky Remix

1. "Lucky (I'm So Lucky Lucky)" (Remix) (3:00)